# Foramen ovale (schedel)
Het foramen ovale of eivormig gat is een opening in de schedelbasis, meer specifiek in het os sphenoides. 
De volgende structuren lopen door het foramen ovale:
- Nervus mandibularis
- Plexus venosus foraminis ovalis
- Vena Jugularis (vv. jugularis)